# Скопос-теорія
Скопос-теорія (нім. Skopostheorie) — це теорія в галузі перекладознавства, яка базується на головному принципі цілеспрямованої дії, що визначає стратегію перекладу.Мета перекладацької діяльності, викладена у запиті на переклад, положення та правила спрямовують перекладача на досягнення цільового тексту, який відповідає очікуванням. 

## Загальна інформація

### Передісторія
Вперше ця теорія з'явилася у статті, опублікованій лінгвістом Гансом Йозефом Фермеєром у німецькому журналі Lebende Sprachen, у 1978 році. 
Як реалізація структурної схеми перекладознавства Джеймса Голмса (1972), 
Скопос-теорія є стрижнем чотирьох підходів німецької функціоналістської теорії перекладу, що виникли наприкінці ХХ століття. Вони були частиною розвитку теорії скопосу, розробленої вченими з перекладознавства, та класифікувалися на чотири етапи: 
1. Функціональна категорія Катаріни Райс, 1971 р.
2. Скопос-теорія Ганса Фермеєра, 1978 р.
3. Теорія трансляторіальних дій Юста-Гольца Манттарі, 1981 р.
4. Теорія Крістіани Норд «Функція плюс вірність», 1997 р.

### Визначення
Поняття скопос (грец. σκοπός) походить з грецької мови і перекладається як «мета». Це фаховий термін, придуманий Гансом Фермеєром, який виражає мету перекладу. Пол Куссмауль дає наступне пояснення теорії скопосу: «Функціональний підхід дуже споріднений зі Скопос-теорією. Функція перекладу залежить від знань, очікувань, цінностей та норм цільових читачів, на яких, знову ж таки, впливають становище, в якій вони перебувають, і культура. Ці чинники визначають, чи можна зберегти функцію вихідного тексту або уривків з нього, чи ж потрібно її модифікувати або навіть повністю змінити.
За словами Фермеєра, існують три можливих типи цілей. По-перше, це загальна мета, до якої прагне перекладач, наприклад переклад як джерело професійного доходу. По-друге, це комунікативна мета цільового тексту за певних цільових обставин, наприклад, для повчання аудиторії. По-третє, це мета стратегії або підходу перекладу, наприклад виявлення структурних особливостей мови оригіналу. Якщо говорити про термін «скопос» в Скопос-теорії, то він відноситься до третього типу цілей. Теорія трактує цільовий текст як «надання інформації цільовій культурі», і ця точка зору розглядається як наслідок конструктивістських теорій сприйняття. 
Більш чітке виконання перекладацької діяльності — переклад тут як людська дія, яка, відповідно, має намір— може бути досягнуте шляхом визначення мети перекладу. Таким чином, створюється транслят — цільовий текст (результат) вихідного тексту. 

### Обґрунтування мотивів
Скопос-теорія була запропонована Фермеєром, щоб ліквідувати розрив між практикою та теорією, який мав місце в раніше широко розповсюдженій Теорії Еквівалентності.У своїй спробі Фермеєр шукав інший спосіб перекладу, який би орієнтувався не лише на лінгвістичний рівень, а, отже, відсторонити переклад від «вічних дилем між вільним та точним перекладом, динамічною та формальною еквівалентністю, вправними перекладачами та не дуже» і так далі", які є проблемами в минулих теоріях перекладу. У своєму твердженні Фермеєр заявив, що: Одна лиш лінгвістика нам не допоможе; по-перше, тому що переклад — це не лише, і навіть не переважно, мовний процес. По-друге, тому що у лінгвістиці ще не сформулювали правильних питань для вирішення наших проблем. Тож давайте подивимось десь ще.
У рамках цієї концепції, він визначив, що суто лінгвістичні підходи до перекладу на той час були помилковими, і насущні проблеми перекладу буде проблематично вирішити. Таким чином, загальна теорія скопосу була створена як фундамент функціоналістських теорій з посиланням на існуючу теорію дій. Фермеєр бачив переклад як звичайну дію, як і будь-які інші, тому в нього, відповідно до теорії дії, мала бути певна мета (скопос). У зв'язку з цим, Фермеєр вважав акт перекладу як виробництво тексту в конкретних цільових умовах для конкретних цілей та людей за конкретних обставин.

### Мета та аудиторія
Скопос-теорія — це загальна основа для перекладачів, яка сигналізує про «відхід від статичних лінгвістичних типологій перекладацьких прийомів».На відміну від минулих теорій перекладу, які зосереджуються на лінгвістиці та перекладах, що базуються на еквівалентності на мікрорівні, транслят в Скопос-теорії не вимагає функціональної еквівалентності вихідного тексту, оскільки ціль Скопос-теорії робить акцент на меті перекладацької дії.

## Теоретичні засади

### Теорія дії
За словами Фермеєра, теорія дій лежить в основі Скопос-теорії, оскільки кожна дія керується ціллю. Дія визначається як «реалізація діяльності, тобто навмисне (довільне) спричинення або запобігання зміні світу (у природі)». Оскільки переклад — це форма перекладацької дії, яка передбачає навмисне спілкування (або взаємодію, якщо це стосується двох або більше дійових осіб) та перетворення, має бути визначена мета, пов'язана з ним. Фермеєр запропонував кілька аксіом або тез, щоб контекстуалізувати Скопос-теорію як форму теорії дій, і вони включають твердження, що Скопос дії визначає стратегію досягнення поставленої мети. Інші вчені припускають, що в процесі перекладу матеріалів слід враховувати контекстуальні фактори, такі як культура читача, а також клієнта, який замовив переклад. Однак, теорія дій має ширший обсяг, ніж Скопос-теорія. 

### Запит на переклад
Для того, щоб перекладач інтерпретував мету перекладу і використовував стратегії, щоб діяти відповідно до мети, необхідно, щоб клієнт надав запит на переклад.У ньому прописується інструкція, як виконувати призначену дію, тобто «перекладати». 
Замовлення повинне містити якомога детальнішу інформацію про (1) мету, наприклад конкретизація наміру замовлення; (2) умови, за яких повинна бути досягнута поставлена мета (звичайно, включаючи практичні питання, такі як граничний термін і плата).
Клієнт надасть «якомога більше детальних відомостей про мету, зазначивши адресатів, час, місце, обставину та носія передбачуваної комунікації та функції, які має нести цей текст». Зазначаючи цю інформацію в письмовій або усній формі, запит на переклад стає більш ясним.Однак, коли клієнт не надає ясного детального замовлення на переклад, можливо, через незнання міжкультурної комунікації, перекладачеві слід вести переговори та надати вказівки, чи потрібно перекладати вихідний текст та який тип цільового тексту є необхідним для досягнення мети, тобто скопосу.
Приклад запиту на переклад: 
Запит на переклад:
Будь ласка, перекладіть наступний уривок з англійської на іншу. Клієнт — Університет Нового Південного Уельсу; переклади мають бути опубліковані на вебсайті UNSW як інформація для майбутніх студентів-міжнародників та їх батьків.
Коротко про UNSW
Університет Нового Південного Уельсу є одним з провідних університетів досліджень та викладання в Австралії. Створений у 1949 році, він входить до 60 кращих університетів світу, славиться якісним рівнем підготовки своїх випускників та дослідженнями світового класу.
З цього короткого пояснення перекладу можна зрозуміти, що клієнт, Університет Нового Південного Уельсу, вимагає, щоб мова перекладу інформації була індонезійською. Інформація буде відображатися на носії, який знаходиться на вебсайті UNSW, для цільових читачів, які є індонезійцями. Метою перекладу є надання інформації майбутнім студентам-міжнародникам та їхнім батькам. Таким чином, з чітко визначеною метою перекладач зможе уважно стежити за нею та обрати відповідну стратегію перекладу для виконання місії.

### Культура
Фермеєр розглядає норми та конвенції як основні риси культури і розглядає переклад як порівняння культур. У цьому «порівнянні» знання про культуру джерела інтерпретуються з використанням наявних у перекладача знань про культуру джерела, і чи це «порівняння» займає внутрішню або зовшню перспективу на те, чи перекладач перекладає на свою мову і культуру чи з неї і.Розглядаючи культури та мови як системи та предмети нижчого рівня як елементи, коли один елемент переноситься з однієї системи в іншу, його значення буде змінюватися, оскільки тепер воно пов'язане з елементами, що належать до нової системи. Це означає, що модифікації при перенесенні з вихідного тексту на текст перекладу є доцільними в певних контекстах, доки переданий елемент має таку ж кількість умовності в культурі перекладу, що і оригінал у вихідній культурі. Крім того, скопос перекладу визначається комітетом з перекладу або комісією з перекладу, що інакше називається «міжкультурним оператором».Таким чином, видно, що хоча Скопос-теорія більш орієнтована на переклад, культурні аспекти як джерела, так і мови перекладу відіграють важливу роль.

## Історичний розвиток

### Загальна Скопос-теорія Фермеєра
Протягом періоду часу, в який була заснована загальна Скопос-теорія Фермеєра, область перекладознавства зіткнулася з переходом від переважно більш формальних та «лінгвістичних» теорій, де «точність» та «еквівалентність» вихідного тексту була найбільшим критерієм із найбільшим авторитетом у визначенні успіху перекладу, до теорій, що приділяють більше уваги функціональності та соціокультурним факторам.  Ця зміна була мотивована теорією комунікацій, теорією дій, лінгвістикою тексту та теорією тексту, а також орієнтацією на теорію рецепції в літературознавстві. Таким чином, Скопос-теорію можна розглядати як похідну від цих теорій. Отже, Скопос-теорія, сформована в той період, і під впливом вищезгаданих теорій мала функціонально та соціокультурно орієнтовану структуру завдяки зосередженню уваги на факторах перекладу, що лежать між позамовними та текстовими. Багато чинників, перейнятих із Теорії дій, стали важливими в кінці ХХ століття через зростаючий попит на нелітературні переклади тексту. У таких текстах контекстуальні фактори, що їх оточують, набули істотного значення в перекладі, особливо коли це стосується функції тексту в конкретній культурі і для конкретного читача (читачів). 

### Фермеєр та Райс
Крім вищеописаної загальної Скопос-теорії, Скопос-теорія (як концепція) пізніше була досліджена різними науковцями в галузі перекладу, поділяючи її розвиток на чотири етапи, два з яких були об'єднані в більш пізню співпрацю, з якої, можна сказати, починається сучасна Скопос-теорія . Зокрема, поєднання загальної Скопос-теорії та моделі функціональної категорії Катаріни Райс, представленої у своїх колективних статтях у 1984 та 1991 роках.  Цей комбінований підхід дозволив вивести загальні фактори (які впливають на процес перекладу) з явищ, що зустрічаються випадково в окремих культурах та / або мовах. Ці вищезгадані фактори можуть бути послідовно пов'язані із та / або витікає з особливих теорій, розвиваючись так, щоб бути більш функціональними та орієнтованими на ціль.
У цій рамках знання передумов перекладу та функції тексту перекладу є першорядними для перекладача для створення успішного перекладу. По суті, Скопос-теорія відкидає теорії перекладу, засновані на еквівалентності, виходячи з їх спрямованості на текст оригіналу, цілі автора вихідного тексту або вплив вихідного тексту на його читачів, як переконливі детермінанти в перекладах. Натомість, Скопос-теорія припускає, що переклади повинні зосереджуватися на цільовій культурі та мові, ілюструючи вихідний текст, їх вплив на читача та цілі автора вихідного тексту як визначальних факторів, а не впливта цілі мови оригіналу. 

## Положення та правила

### Положення
З досліджень Райс та Фермеєра в Скопос-теорії вийшло шість положень, що базуються на трьох основних правилах, що регулюють Скопос-теорію. Шість основних положень:
1. Транслят визначається його Скопосом.
2. Транслатум — це надання інформації у цільовій культуроі та мові перекладу, згідно з інформацією що надається похідною культурою та мовою.
3. Транслатум не ініціює передачу інформації оборотним чином.
4. Транслят повинен бути внутрішньо узгодженим.
5. Транслят повинен бути узгоджений з вихідним текстом.
6. П'ять правил [sic] вище стоять в ієрархічному порядку, з правилом Скопосу на першому місці.

Перше і основне положення зазначає, що цільовий текст незмінно залежатиме від функції перекладацької дії в будь-якій комісії. Друге положення підкреслює важливість між співвідношенням вихідного тексту та тексту перекладу до їх функцій у відповідному мовному та культурному контекстах. Отже, перекладач є ключовою фігурою цього міжкультурного спілкування для створення трансляту. У третьому положенні згадується, що функція трансляту в цільовій культурі не обов'язково може бути такою ж, як у її вихідній культурі, підкреслюючи елемент її незворотності. Четверте та п'яте положення повторюють загальні «правила» Скопосу щодо способу судження про успішність дій та передачу інформації. Перше з них підпадає під правило когерентності, яке пов'язане з внутрішньою текстовою узгодженістю, а друге — правило точності, яке пов'язане з інтертекстуальною узгодженістю з текстом оригіналу. 

### Правила
Три основні правила Скопос-теорії, які охоплюють шість основних положеннь: 
1. Правило Скопосу
2. Правило Послідовності
3. Правило Точності перекладу

Третє правило, правило Точності, підпорядковане другому правилу, когерентності, що, в свою чергу, підпорядковане правилу Скопосу.

### Правило Скопосу
Перше правило, яке слід дотримуватися в процесі перекладу, — це мета загальної перекладацької діяльності, яку також можна трактувати як «ціль виправдовує засоби». Як визначено Фермеєром та перекладено Норд, правило Скопосу говорить:
Кожен текст виробляється з заданою метою і повинен служити цій меті. Таким чином, правило Скопосу звучить так: перекладати / інтерпретувати / говорити / писати таким чином, щоб ваш текст / переклад функціонував у ситуації, в якій він використовується, та з людьми, які хочуть ним користуватися, і саме так, як вони хочуть щоб він функціонував.
Він передбачає інші соціокультурні конвенції та орієнтацію на вихідний текст, як це спостерігалось у попередніх теоріях перекладу. Натомість Скопос-теорія робить акцент на підході зверху вниз, що висуває на перше місце текст перекладу. 

### Правило Зрозумілості
Друге правило, правило Зрозумілості, пред'єявляє перекладачам вимогу, що будь-який цільовий текст повинен мати сенс відповідно до цільової культури мови перекладу, щоб отримувачі могли збагнути зміст. 
Згідно з цитатою Крістіани Норд, це правило зазначає:
Переклад повинен бути прийнятним у тому сенсі, щоб він відповідав оточенню отримувачів.
Норд також уточнює, що:
Комунікативну взаємодію можна вважати успішною лише тоді, коли вона достатньо відповідає обстановці одержувачів.
Іншими словами, згідно з цим правилом, необхідно враховувати одержувачів цільового тексту, а також їх культурний фон та соціальні обставини як основні фактори для створення осмислених перекладів. Це дозволило б точно передати значення змісту тексту вказаним отримувачам. Таким чином, згідно з цим тлумаченням, внутрішньотекстова узгодженість означатиме, що переклад вважається адекватним лише тоді, коли одержувачі можуть зрозуміти та трактувати текст як такий, що відповідає комунікативній ситуації та культурі.

### Правило Точності перекладу
Третє «архіважливе» правило вимагає інтертекстуальної узгодженості між вихідним та текстом перекладу, оскільки цільові тексти створюються відповідно до оригіналів. Відповідно до цього, форма цільового тексту визначалася б як перекладом оригіналу перекладачем, так і метою перекладу.
Відповідно до цитати перекладача Ду Сяоян, це третє правило означає, що:
Текст перекладу [TT] повинен мати певний зв'язок із відповідним вихідним текстом [ST].
Хоча це правило дуже схоже на аспект «достовірності» в попередніх теоріях еквівалентності перекладу, одна суттєва відмінність відрізняє їх одного від іншого. Правило Точності відрізняється від «достовірності», яка є статичною та незмінною порівняно з динамічним характером правила, де форма та ступінь перекладу змінюються залежно від тлумачення перекладачем оригіналу. Таким чином, хоча правило Точності вимагає тільки максимально достовірних наслідувань або мінімальних, які не стосуються джерела (або будь-чого в цих межах), «достовірність» вимагає максимально можливої еквівалентності.

## Застосування на практиці

### Юридичний переклад
Юридичний переклад — це переклад юридичної та міжмовної інформації. Сюди входить переклад документів систем цивільного та кримінального судочинства, таких як договори, ліцензії, торговельні марки та авторські права, судові угоди, постанови тощо. Відповідно до Скопос-теорії, переклад тексту виконується таким чином, який можна використати для мети та аудиторії, для якої він призначений, і три правила Скопос-теорії були затверджені для допомоги перекладачам в юридичних перекладах. Правило Точності зосереджується на підтримці узгодженості вихідного тексту з цільовим. Це стосується юридичних перекладів, оскільки в юридичних текстах необхідно точно визначати терміни та встановлювати їх обмеження. З метою уникнення непорозумінь у вирішальних питаннях, таких як договори, необхідно чітко висловлюватись та передавати інформацію — що, в свою чергу, може запобігти непотрібним судовим процесам.
Інша загальна проблема, яка спостерігається в юридичному перекладі, — це ймовірність лексичних пробілів в термінології і відсутність відповідних фраз або понять у вихідній та цільовій мовах та культурах. Юридичний переклад залежить від культури, а також можуть існувати певні умовності або концепції, пов'язані з нею та бути лише у вихідній, а не цільовій культурі, отже, Скопос-теорія допомагає встановити стандарт
для перекладачів з метою збереження елементів при передачі їх від джерела до цільового тексту. Через правила Скопосу та Зрозумілості вимога про те, що цільовий текст має бути зрозумілим для сприймачів цільового тексту, допоможе повідомити перекладачів про коригування необхідного ступеня збереження, щоб ця зрозумілість була
збереженою.
Досліджуючи застосування Скопос-теорії в китайському праві, учений Лю Яньпін демонструє такі стратегії, як зміщення, упущення, скорочення, додавання, комбінування та трансформації на прикладі упущення: Законодавство мовою оригіналу:
第六 十八 条
犯罪分子 有 揭发 他人 犯罪 行为, 查证 属实 的, 或者 提供 重要 线索, 从而 得以 侦破 其他 等 立功 表现 的, 可以 从轻 或者 减轻 有; 有 重大 立功 表现 的, 可以 减轻 或者 免除 处罚。犯罪 后 自首 又有 重大 立功 表现 的, 应当 减轻 或者 免除 处罚。
Переклад англійською: Стаття 68
Будь-якому злочинцю, який надає такі заслужені послуги, як викриття злочину, вчиненого іншою особою, що перевіряється шляхом розслідування, або представляє певні важливі підказки для вирішення інших справ, може бути призначено більш легке або пом'якшене покарання. Будь-якому злочинцю, який надає корисні послуги, може бути призначено пом'якшене покарання або звільнено від покарання. 
Законодавство мовою оригіналу:
第七 十二 条
对于 被 判处 拘役 、 三年 以下 有期徒刑 的, 根据 犯罪分子 的 犯罪 情节 悔罪 表现, 适用 缓刑 确实 不致 再 危害 的, 可以 宣告 缓刑。
Переклад англійською: Стаття 72
Призупинення покарання може бути призначене злочинцеві, засудженому до кримінального ув'язнення або до позбавлення волі на визначений термін на строк не більше трьох років, якщо, залежно від обставин скоєного ним злочину та свідчень його каяття, буде встановлено, що призупинення покарання не завдасть подальшої шкоди суспільству.
Лю описує переклад термінів «立功 表现» і «悔罪 表现» як «корисні послуги» та «каяття» відповідно, випускаючи переклад іменника «表现» (Англ.: продуктивність). Акти корисних послуг та покаяння є формами виконання, а значить, переклад «表现» (Англ.: продуктивність) буде зайвим. Лю також підкреслює важливість усвідомлення відмінностей у синтаксичних структурах між вихідною та цільовою мовами. Це дасть можливість для точних і адекватних перекладів значень як для англійської, так і для китайської.

### Переклад рекламних матеріалів
Переклад рекламних матеріалів зосереджується на збереженні переконливого аспекту реклами та пристосуванні її відповідно до цільового ринку та культури в процесі перекладу. Завдяки Скопос-теорії переклад більше не зосереджується виключно на вихідному тексті, але також розглядає скопос, або мету перекладу. У перекладі рекламних матеріалів важливу роль відіграє правило Скопос. Оскільки цільовий текст визначається його скопосом, перекладач зобов'язаний враховувати культуру та контекст аудиторії, а також володіти ґрунтовними знаннями щодо рекламованого продукту. Залежно від потреб ситуації, перекладач повинен пам'ятати про скопос  та встановити: йому потрібно виконувати «вільний» чи «достовірний (точний)» переклад. Наприклад, рекламний заголовок може перекладатись динамічно, щоб гарантувати, що функція заголовка, яка полягає у приверненні уваги цільової аудиторії, була збережена і послідовно адаптована до іншої культури.

### Переклад Біблії
Існує багато варіантів перекладу Біблії, які були створені з певною метою. Нова американська стандартна Біблія має на меті максимально відобразити оригінальні івритські, грецькі та арамейські писання. В той же час, відома як Біблія для дітей, перекладена з мови, яка використовується в Біблії на стандратну англійську, щоб зробити доступною для більшості читачів із нижчим рівнем володіння мови.Цільова аудиторія обумовлює викростання свого скопосу і впливає на рішення перекладачів у виборі  буквального чи вільного підходу в перекладі, і це часто відображається у вступному розділі Біблії. 
Єдина версія може також виконувати декілька функцій, отже, для одного і того ж цільового тексту можна мати декілька призначень, але такий варіант також спростовують, тому що має бути дотримана ієрархія. Енді Чеун, пишучи про застосування теорії до перекладу Біблії, припускає, що можна використовувати функцію перекладу Біблії англійською мовою для повсякденного використання та мати субскопос для забезпечення доступності одночасно для користувачів у яких англійська є другою мовою. Чеун підкреслює той факт, що, хоча Псалом 84: 3а можна було перекласти як ʺПтахи знаходять затишний куточок з ущелинами у вашому доміʺ, версія, яка використовується у ʺживійʺ Біблії, більше підходить: ʺНавіть горобці та ластівки можуть завітати до вас та гніздитись серед ваших вівтарівʺ.Субскопос проти використання англосаксонських ідіом, і менш метафоричний опис буде легше зрозуміти користувачам англійської як другої мови. 

## Реакції

### Позитивні відгуки
Скопос-теорія створює переваги, спрощуючи ускладнення, що виникають коли перекладачі та клієнти мають різні уявлення про добре виконаний переклад, що є досить розповсюдженим явищем в попередніх теоріях перекладу.Нова стратегія, що визначає мету, може надати перекладачам більш швидкий і зрозумілий напрямок дій для досягнення своїх цілей у перекладі тексту.
Більше того, з  використанням  інструкцій до перекладу дозволить перекладачам мати чіткі рекомендації, що були обговорені з клієнтом. Це допомагає визначити відповідні стратегії перекладу, які перекладач використає щоб відповідати критеріям ʺадекватного перекладуʺ та потребам клієнта. Наприклад, якщо клієнт вимагає, щоб переклад тексту був інформативним, перекладач може використати стратегію, яка точно перекладає технічні терміни, підпорядковані культурним нормам, що використовуються в суспільстві.
Скопос-теорія також не обмежується використанням конкретного принципу роботи, якого слід дотримуватись, надаючи перекладачам право використовувати різні стратегії. Перекладачі зосереджуються на перекладі тексту, який має перевагу над оригінальним текстом, маючи змогу враховувати різноманітні джерела, які також перекладаються ʺсвідомо та послідовноʺ. Це надає нові статуси оригінальному тексту та вихідному тексту, їх взаємозв'язок, стандартам самого процесу перекладання та обов'язкам перекладача.
Ще одна заслуга Скопос-теорії полягає в тому, що в рамках цього студентам надаються можливості розвивати свою творчість, прагматичні та аналітичні навички. Оскільки, вони мають можливість обирати з декількох стратегій перекладу залежно від способу перекладу, наприклад, доместикація чи форенізація. Це сприяє створенню чомусь новому через конкретні функції і не обмежує студентів однією теорією, в той час як соціокультурні фактори розвиваються в глобалізованому суспільстві.

## Критика
Зворотний бік монети, що передбачає свободу вибору різних стратегій перекладу, що базується на елементі призначення, полягає в тому, що теорія може розглядатися як абстрактна концепція, яка не забезпечує точного поетапного виконання. Студенти та перекладачі під час навчання не мають керівних принципів, які слід ретельно дотримуватись, імовірно, створюючи додатковий тиск та обов'язки перекладачам для пошуку адекватної стратегії перекладу. Це може негативно вплинути на їх орієнтування у навчанні та досвід перекладу під час ситуацій на практиці, що є важливими на початкових етапах навчання.
Крім того, Скопос-теорія застосовує підхід ʺзверху внизʺ, коли акцент на оригінальний текст переноситься на другий план. Згідно з другим правилом Скопос-теорії, оригінальний текст виступає в ролі інформаційного джерела, що розглядяється за допомогою цільової мови та культури (посилання на правила вище). Цей перехід до цільового тексту відбувається за рахунок оригінального тексту, який позбавлений стилістичних ознак мови, а отже, ігнорує незначні семантичні особливості цільового тексту, що призначений саме для певного читача. Вернер Коллер стверджує, що у власному перекладі оригінальний текст є індикатором, який дозволяє самостійно визначитись з цільовим текстом на основі мети перекладацької діяльності. Однак, Скопос-теорія повноцінно не приділяє уваги оригінальному тексту, але розглядає (цільовий текст) як один із засобів.
Інше питання полягає в тому, що художні та релігійні тексти включають в себе використання прийомів стилістичної мови і, саме тоді переклади не можуть виконуватись на основі Скопос-теорії. Наприклад, Біблія складається з авторських текстів, які включають в себе пророчення, риторику та такі аналогії, як притчі. Розібравшись у меті перекладацької діяльності, але не виконавши основного лінгвістичного аналізу, не дає гарантії на те, що мова перекладу буде підібрана влучно. Таким чином, Скопос-теорія не може повністю застосовуватись до всіх жанрових різновидів літератури, включаючи художні тексти. На думку науковця Евена Зохара, як удосконалення, художні твори можуть бути розглянуті Теорією полісистеми, в якій приділятиметься увага соціальним, культурним, літературним та історичним особливостям тексту.
Скопос-теорія, як Теорія структурного функціоналізму, за своєю функцією дуже спрощує мову тексту, і це створює певні труднощі у повному огляді самих контекстів. Ганс Фермеєр та Катаріна Райс класифікують різні типи текстів, використовуючи загальний підхід скопосу (ціль). Це виключає в себе певні нюанси мови оригіналу і речення, в яких міститься лексичне, синтаксичне та стилістичне значення. Це може призвести до того, що мета перакладацької діяльності розглядатиметься як адаптація, ніж переклад, оскільки Скопос-теорія є підходить для будь-якого тексту із визначеною метою.
Спірним також є те, що не все має конкретне завдання і не всі переклади передбачають мету, що спостерігається в художніх текстах та мистецтві, які є стилістично складними, на відміну від політичних та офійційно-ділових текстів. Однак Ганс Фермеєр стверджує, що переклад без мети не може розглядатись як процес. Більше того, певне мистецтво матиме єдину мету -просто існувати, наприклад, ʺмистецтво заради мистецтваʺ. Тим не менш, Скопос-теорія все ще може бути застосована до нехудожніх текстів, що мають певні цілі, і мають відповідати формальній еквівалентності.
Зрештою, можливість використання цілого ряду стратегій різноманітні, тому це може призвести до невідповідностей у забезпеченні функціонування цільового тексту за призначенням, що відповідатиме очікуванням цільової мови. Спосіб ʺлояльностіʺ, представлений Крістіаною Норд, може спростити ці обмеження, досліджуючи «міжособистісні стосунки між перекладачем, текстом оригіналу, адресатом цільового тексту та ініціатором». Таким чином, акцентується увага на етичних обов'язках, які перекладач чітко прояснює спілкуючись зі своїми клієнтами під час перекладацької взаємодії, виступаючи як ʺавторʺ цільового тексту.